# Joachim Bleicker

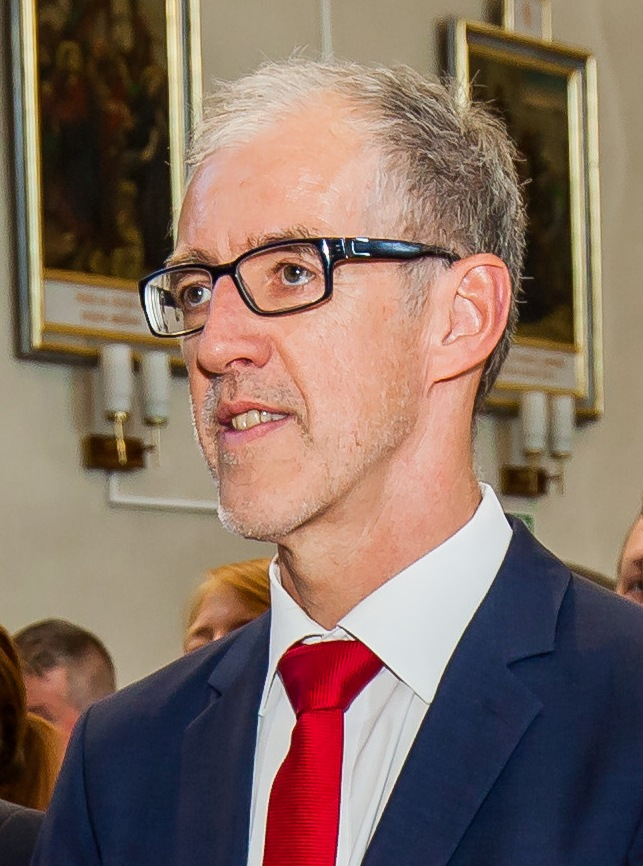
Joachim Bleicker

Joachim Bleicker (* 23. April 1958 in Wuppertal) ist ein pensionierter deutscher Diplomat. Er war von 2022 bis 2024 Ständiger Vertreter der Bundesrepublik Deutschland bei den VN-Organisationen in Rom. Vorher war er seit Juli 2020 Beauftragter für die deutsche Minderheit an der Botschaft Kopenhagen.

## Leben
Joachim Bleicker begann nach dem Abitur 1977 in Kassel und der Ableistung des Grundwehrdienstes 1978 ein Studium der Rechtswissenschaften in Göttingen und Lausanne. Von 1985 bis 1987 arbeitete er als Wissenschaftlicher Mitarbeiter am Institut für Völkerrecht der Georg-August-Universität Göttingen.

## Laufbahn
Bleicker trat 1987 in den Auswärtigen Dienst ein. Erste Auslandseinsätze führten ihn 1987/88 als Austauschbeamten in das Foreign and Commonwealth Office in London und von 1990 bis 1993 als Minderheitenreferent an die deutsche Botschaft in Warschau. Dazwischen war er von 1989 bis 1990 Referent für Schifffahrt und Tourismus im Auswärtigen Amt in Bonn.
1993 kam er als Referent für Polen und Tschechien zurück in das Auswärtige Amt und ging 1996 als Austauschbeamter zum Außenministerium der Vereinigten Staaten in Washington, D.C. 1997 wechselte er als Botschaftsrat für Europa, Asien und Ozeanien an die dortige deutsche Botschaft.
Von 2000 bis 2003 war Bleicker stellvertretender Referatsleiter Ostmittel- und Nordeuropa im Auswärtigen Amt in Berlin, dann bis 2005 Ständiger Vertreter an der deutschen Botschaft in Belgrad und danach Referatsleiter Westlicher Balkan im Auswärtigen Amt in Berlin. 2008 wurde er zum Generalkonsul der Bundesrepublik Deutschland in Danzig ernannt und wechselte 2011 als Gesandter und Ständiger Vertreter an die deutsche Botschaft in Warschau.
2014 kam er zurück in das Auswärtige Amt in Berlin und wurde dort Beauftragter für die Beziehungen zu den EU-Mitgliedstaaten sowie grenzüberschreitende und regionale Zusammenarbeit, bevor er 2016 als Nachfolger von Thomas Götz zum Botschafter in der Slowakei mit Sitz in Bratislava ernannt wurde. Mitte 2020 wechselte er als Beauftragter für die deutsche Minderheit an die Deutsche Botschaft Kopenhagen und wechselte von dort Mitte 2022 nach Rom, als Ständiger Vertreter Deutschlands bei der FAO, dem WFP und dem IFAD.
Im Sommer 2024 trat Bleicker in den Ruhestand. Sein Nachfolger in Rom wurde Andreas von Brandt.